# Mictochroa thermoptera
Mictochroa thermoptera là một loài bướm đêm trong họ Noctuidae.